# Кармен Рийд
Кармен Рийд (на английски: Carmen Reid) е шотландска писателка, авторка на бестселъри в жанровете любовен роман за юноши и чиклит.

## Биография и творчество
Кармен Рийд е родена през 1970 г. в Глазгоу, Шотландия. Отраства в района на Глазгоу (Монтроуз). Учи в девическо училище в Единбург. Получава диплома по английска литература от колежа на Лондонския университет.
След дипломирането си се връща в Шотландия и работи като местен репортер. Бързо се връща в Лондон и работи в продължение на 6 години за новинарски агенции и няколко национални вестника. Прекарва много време в съдебните зали и преследва за интервюта с малката си кола известни лица, като Хю Грант, Рупърт Евърет и Ел Макферсън.
Когато излиза в майчинство започва да пише първия си роман. Романът „Three in a Bed“ е издаден през 2002 г. Той и носи успех, тя напуска журналистиката, и се посвещава на писателската си кариера.
Кармен Рийд живее със семейството си в Глазгоу, Шотландия.

## Произведения

### Самостоятелни романи
- Three in a Bed (2002)
- Did the Earth Move? (2003)
Много гот: А дали в хладилника има нещо за вечеря?, изд.: ИК „Бард“, София (2005), прев. Цветана Генчева
Много гот, изд. „Санома Блясък България“ (2011), прев. Цветана Генче
- How Was It for You? (2004)
- Up All Night (2005)
- How Not To Shop (2009)
- New York Valentine (2011)
Влюбени в Ню Йорк, изд. „СББ Медиа“ (2014), прев. Цветана Генчева
- The Jewels of Manhattan (2011)
- Cross My Heart (2013)

### Серия „Ани Валънтайн“ (Annie Valentine)
1. The Personal Shopper (2007)
2. Late Night Shopping (2008)
3. Celebrity Shopper (2010)
4. Shopping With The Enemy (2012)
5. Christmas Shopping (2012)
6. Holiday Shopping (2013)

### Серия „Тайните на Сейнт Джуд“ („Secrets at St Jude's“)
1. New Girl (2008)
2. Jealous Girl (2009)
3. Drama Girl (2010)
4. Rebel Girl (2010)
5. Sunshine Girl (2011)
6. Party Girl (2011)

### Сборници
- Scottish Girls About Town: And Sixteen Other Scottish Women Authors (2003) – с Лейла Абулела, Кейти Агню, Абигейл Бозанко, Джени Колган, Карол Ан Дейвис, Исла Дюър, Мюриъл Грей, Джулия Хамилтън, Мораг Джос, Таня Киндърсли, Хелън Ламб, Милър Лау, Шари Лоу, Ленъкс Морисън, Сиан Призи, Манда Скот, Сара Шеридан и Алин Темпълтън